# Ada Grootenboer-Dubbelman
Ada Grootenboer-Dubbelman (Willemstad, 30 april 1965) is een Nederlands juriste, politica en bestuurster. Ze is lid van het CDA. Sinds 3 september 2013 is ze burgemeester van Goeree-Overflakkee.

## Maatschappelijke carrière
Grootenboer heeft rechten gestudeerd aan de Erasmus Universiteit Rotterdam. Na haar studie is ze een aantal jaren werkzaam geweest als juridisch medewerker bij de Christelijke Federatie Overheidspersoneel (CFO) in Rotterdam. Hierna is zij werkzaam geweest als beleidsmedewerker welzijn en medewerker bestuursondersteuning bij de gemeente Willemstad. Daarna was ze werkzaam als raadsgriffier van de gemeente Korendijk.

## Politieke carrière
Van 1990 tot 1992 was Grootenboer gemeenteraadslid van Willemstad en van 1999 tot december 2003 gemeenteraadslid van Moerdijk. Vanaf december 2003 was zij er wethouder tot haar burgemeesterschap van Goeree-Overflakkee in september 2013. Bij haar afscheid als wethouder van Moerdijk werd haar de erepenning van de gemeente Moerdijk uitgereikt vanwege al haar politieke verdiensten. Wegens gezondheidsredenen werd haar functie op Goeree-Overflakkee van december 2014 tot oktober 2015 waargenomen door Jan Pieter Lokker.

## Persoonlijk
Grootenboer is geboren en getogen in Willemstad in een gezin met een vader, moeder en zus. Haar vader was metselaar en een specialist in het restaureren van oude panden. Haar moeder was huisvrouw. Haar echtgenoot leerde ze kennen in Het Keldertje in Willemstad. Met haar man heeft zij drie zoons en twee dochters. Ze is lid van de Protestantse Kerk in Nederland (PKN). Ze houdt van mensen, lezen, reizen, wandelen en interieurinrichting.